# Isognathus allamandae
Isognathus allamandae Clark, 1920 è un lepidottero appartenente alla famiglia Sphingidae, diffuso in America Meridionale.

## Descrizione

### Adulto
Nell'aspetto generale appare molto simile a I. australis, ma con ali più strette.

La colorazione di fondo della pagina superiore dell'ala anteriore è grigia, con linee nere trasversali, più marcate nel maschio. Più in dettaglio, in quest'ultimo si osservano due fasce nere tra M3 e CuA1, e tra CuA1 e CuA2 (assenti nella femmina), entrambe più marcate che in I. australis. Si osserva altresì una linea curva biancastra tra Rs1 e M1.

La pagina inferiore è rossiccia, tranne per una campitura giallo-arancione nella parte basale posteriore, in prossimità del margine interno.

L'ala posteriore è tinta di un giallo acceso che occupa i quattro quinti basali della pagina superiore, giungendo fino al termen all'altezza dell'angolo anale, mentre il resto della fascia marginale (qui più sottile che in I. australis) appare alquanto scura e nettamente in contrasto rispetto al resto dell'ala.

La pagina inferiore riprende il motivo cromatico della superiore, ma la fascia terminale è più stretta e più scura in prossimità dell'angolo anale (solo 1 mm di larghezza contro i 4 di I. australis), e si osserva un'ampia banda grigio-brunastra sul margine costale, che giunge fino ad Rs.

L'apice dell'ala anteriore non è falcato. Il termen è lievemente dentellato, convesso, con angolo ottuso in corrispondenza di R3; sulla pagina ventrale risulta più scuro in corrispondenza del tornus.

Le antenne sono sottili, non clavate e leggermente uncinate alle estremità, con una lunghezza pari a circa la metà della costa.

Il torace è grigio-brunastro, ma più pallido ventralmente.

L'addome dorsalmente si presenta marroncino con bande scure in corrispondenza dei somiti, mentre appare tendente al grigio pallido nella zona ventrale, uniformandosi al torace.

L'apertura alare del maschio è di 68 mm (la più ridotta in questo genere), mentre quella della femmina arriva a 78 mm.

### Larva
Il bruco è cilindrico, con il capo piccolo e nerastro. Il cornetto caudale sull'ottavo urotergite è lungo e filiforme.

### Pupa
Le crisalidi sono adectiche ed obtecte; appaiono nerastre, lucide e striate di arancione, con un cremaster poco sviluppato; si rinvengono entro bozzoli sericei posti negli strati superficiali della lettiera del sottobosco.

## Distribuzione e habitat

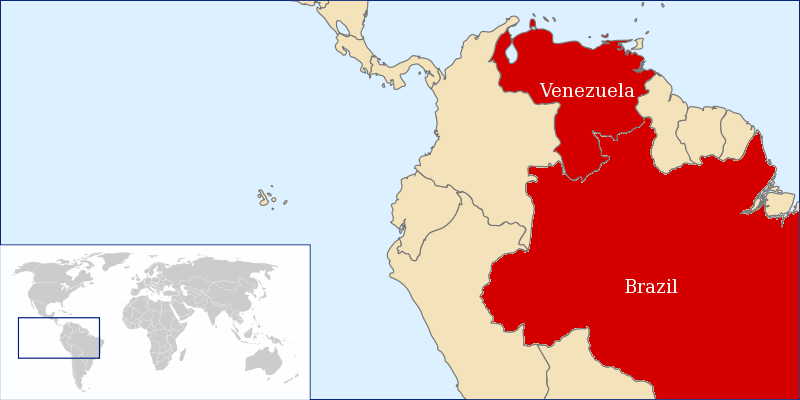
L'areale di questa specie comprende il Brasile e il Venezuela

L'areale di questo taxon è neotropicale, comprendendo il Venezuela ed il Brasile (stati di Pará, Pernambuco (locus typicus), Mato Grosso e Minas Gerais); è incerta la presenza di popolazioni in Colombia.
L'habitat è rappresentato da foreste tropicali e sub-tropicali, dal livello del mare fino a modeste altitudini.

## Biologia

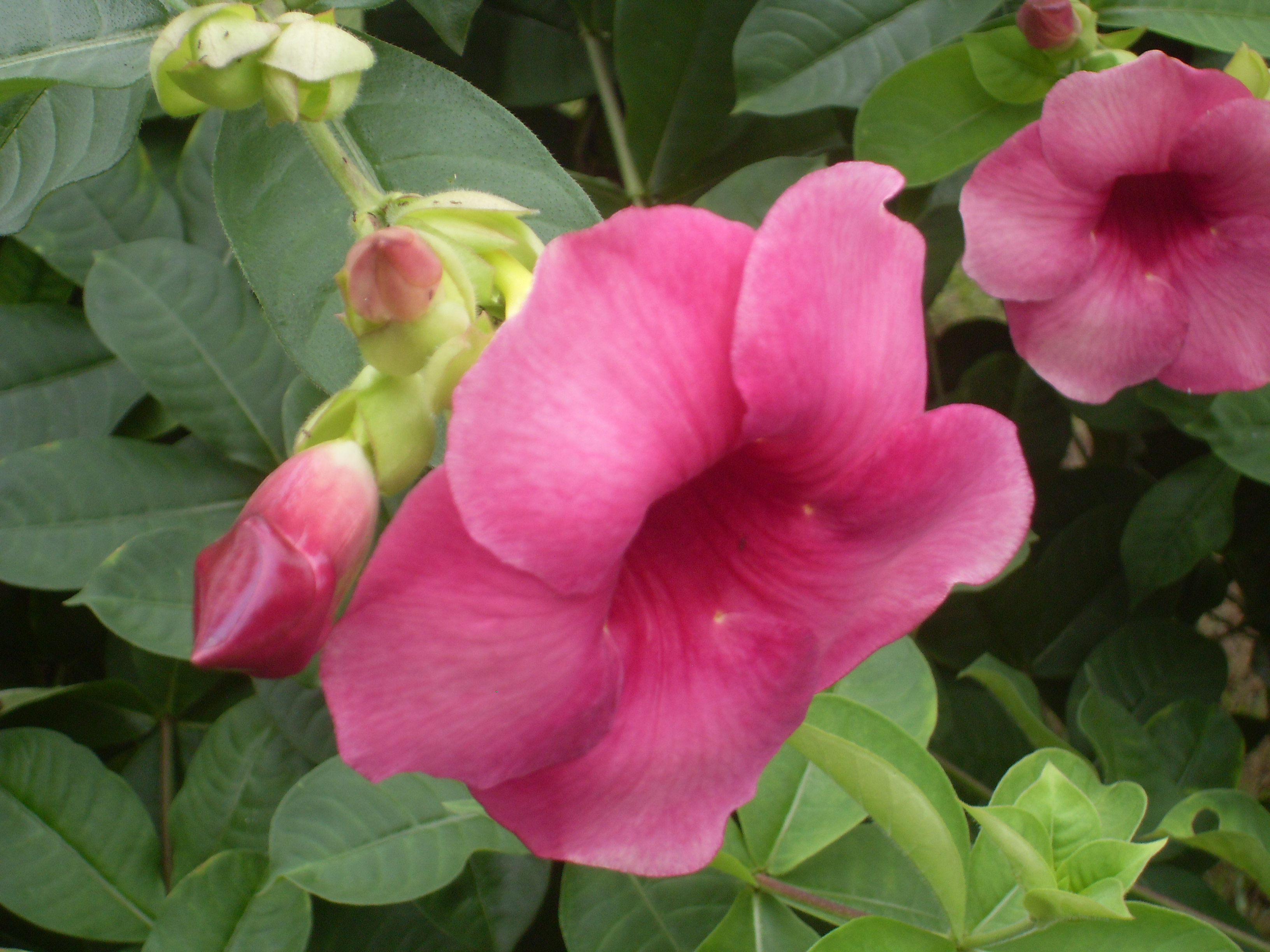
Allamanda blanchetii

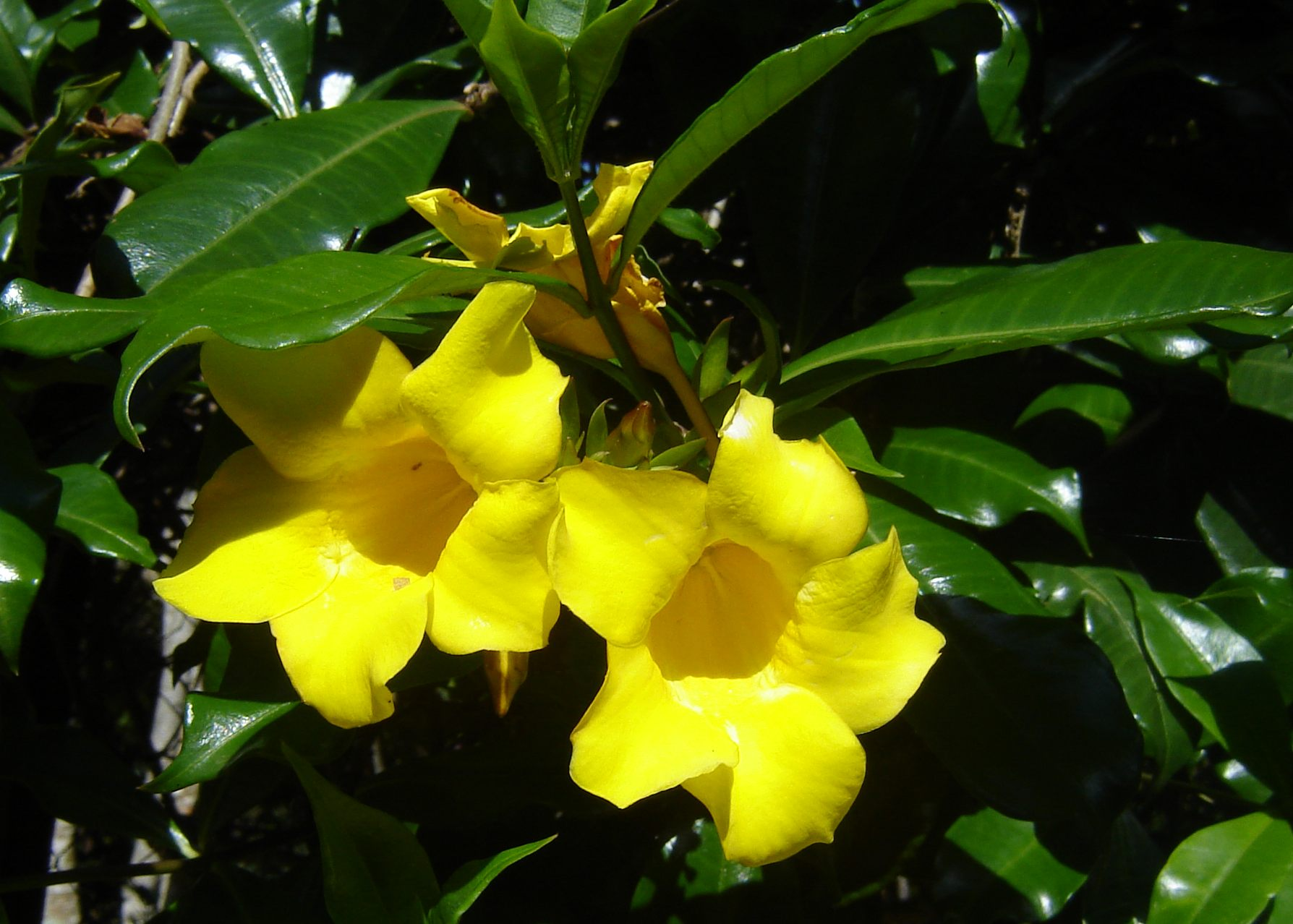
Allamanda cathartica

La specie ha abitudini principalmente notturne. Durante l'accoppiamento, le femmine richiamano i maschi grazie ad un feromone rilasciato da una ghiandola posta all'estremità addominale.

### Periodo di volo
La specie è multivoltina, con adulti che sfarfallano in tutti i mesi dell'anno.

### Alimentazione
Le piante ospiti sono membri delle Apocynaceae Juss., tra cui:
- Allamanda blanchetii A.DC
- Allamanda cathartica L.

## Tassonomia

### Sottospecie
Non sono state segnalate sottospecie.

### Sinonimi
Non sono stati riportati sinonimi.